# Vassilis Tsartas
Vassilis Tsartas (Alexandria, Grecia 12 de noviembre de 1972) es un exjugador y entrenador griego de fútbolretirado en el año 2007 a la edad de 35 años, ocupaba la posición de centrocampista y mediapunta.

## Trayectoria
Tsartas debuta en el AEK Atenas FC griego en julio de 1992 consiguiendo en este equipo 2 Ligas y 1 Copa. En julio de 1996 abandona el club tras fichar por el Sevilla FC.
En julio de 1996 el Sevilla FC (España) logra fichar al jugador, permaneciendo en el club hasta el verano del año 2000 cuando el club tiene que traspasarlo por problemas económicos. Sorprendió su gran calidad y que su rendimiento fue bastante bueno en esos cuatro años, ya que se trataba de un jugador absolutamente desconocido para la afición española. A pesar de ello, el club no pasaba por un buen momento y descendió a Segunda División.
En el verano del 2000 Tsartas regresas al AEK debido a la crisis por la que pasaba el Sevilla FC. Durante esta etapa volvió a ganar la Copa Griega en 2002.
En 2004 ficha por el Colonia alemán, y al año siguiente, vuelve a Grecia, al modesto club Ethnikos Piraeus, en el que se retira en 2007.

## Selección griega
Su logro más importante con la Selección nacional de Grecia fue la consecución de la Eurocopa 2004 celebrada en Portugal, siendo destacado como el jugador con más calidad de ese combinado, aunque todos los partidos que jugó fue saliendo desde el banquillo.
Jugó un total de 70 partidos como internacional y marcó 12 goles.

## Clubes
| Club             | País     | Año         | Partidos | Goles |
| Alexandreia FC   | Grecia   | 1987 - 1988 | 15       | 1     |
| Naoussa FC       | Grecia   | 1989 - 1992 | 92       | 23    |
| AEK Atenas FC    | Grecia   | 1993 - 1996 | 98       | 37    |
| Sevilla FC       | España   | 1996 - 2000 | 139      | 43    |
| AEK Atenas FC    | Grecia   | 2000 - 2004 | 106      | 45    |
| 1. FC Colonia    | Alemania | 2004 - 2005 | 4        | 1     |
| Ethnikos Piraeus | Grecia   | 2006 - 2007 | 3        | 1     |

## Palmarés

### Campeonatos nacionales
| Título              | Club       | País   | Año     |
| ------------------- | ---------- | ------ | ------- |
| Superliga de Grecia | AEK Atenas | Grecia | 1992/93 |
| Superliga de Grecia | AEK Atenas | Grecia | 1993/94 |
| Copa de Grecia      | AEK Atenas | Grecia | 1996    |
| Copa de Grecia      | AEK Atenas | Grecia | 2002    |

### Títulos internacionales
| Copa          | Sede     | Resultado |
| ------------- | -------- | --------- |
| Eurocopa 2004 | Portugal | Campeón   |

## Distinciones individuales
- Futbolista Griego del Año: 1996
- Máximo goleador de la Liga: 1996

## Ojeador
A Tsartas le gusta observar los partidos de las distintas Ligas, e incluso aconsejó al Sevilla a fichar a Rubén Baraja y Roy Makaay, que finalmente no llegaron.